# Frederik Frans 3. af Mecklenburg-Schwerin
Frederik Frans 3. (tysk: Friedrich Franz III.) (19. marts 1851 i Ludwigslust – 10. april 1897 i Cannes, Frankrig) var storhertug af Mecklenburg-Schwerin fra 15. april 1883 til sin død den 10. april 1897.
Han er far til Dronning Alexandrine af Danmark og oldefar til Dronning Margrethe 2. af Danmark.

## Biografi
Frederik Frans blev født den 19. marts 1851 i Ludwigslust i Mecklenburg som ældste barn af Storhertug Frederik Frans 2. af Mecklenburg-Schwerin i hans første ægteskab med Prinsesse Augusta af Reuss-Köstritz. Han efterfulgte sin far som storhertug den 15. april 1883.
Storhertug Frederik Frans havde et skrøbeligt helbred og led fra en tidlig alder af eksem, astma og åndedrætsbesvær. Han trivedes dårligt i det nordeuropæiske klima og han og hans familie opholdt sig derfor i store dele af hans regeringstid væk fra Mecklenburg, ved Genevesøen, i Palermo, Baden-Baden og i Cannes i Sydfrankrig, hvor de besad en stor ejendom, Villa Wenden. I stedet overlod han regeringsførelsen i storhertugdømmet til General Friedrich von Maltzahn.
Storhertug Frederik Frans døde den 10. april 1897 i Cannes i en alder af bare 46 år. Hans pludselige død er omgærdet med nogen mystik, da det først blev rapporteret, at han havde begået selvmord ved at kaste sig ud fra en bro. Men ifølge den officielle beretning døde han i sin have, da han under et anfald af åndenød faldt ud over en lav mur.
Han blev efterfulgt af sin søn, Frederik Frans 4., der blev den sidste storhertug af Mecklenburg-Schwerin.

## Ægteskab og børn
Han giftede sig den 24. januar 1879 i Sankt Petersborg med Storfyrstinde Anastasia af Rusland (1860-1922), datter af Storfyrst Mikhail Nikolajevitj af Rusland og Cecilie af Baden. De fik tre børn:
- Alexandrine (1879–1952)

∞ 1898 Christian 10., Konge af Danmark (1870–1947)
- Frederik Frans 4. (1882–1945) - sidste storhertug af Mecklenburg-Schwerin 1897-1918

∞ 1904 Alexandra af Hannover (1882–1963)
- Cecilie (1886–1954)

∞ 1906 Wilhelm, Kronprins af Tyskland (1882–1951)

## Eksterne links
- Wikimedia Commons har flere filer relateret til Frederik Frans 3. af Mecklenburg-Schwerin
- Salmonsens Konversationsleksikon Arkiveret 19. april 2012 hos  Wayback Machine

| Frederik Frans 3. Huset Mecklenburg Født: 19. marts 1851, død: 10. april 1897 |                                                |                                  |
| Kongelige og fyrstelige titler                                                |                                                |                                  |
| Foregående: Frederik Frans 2.                                                 | Storhertug af Mecklenburg-Schwerin 1883 – 1897 | Efterfølgende: Frederik Frans 4. |